# گنادی چتین
گنادی چتین (روسی: Геннадий Тимофеевич Четин؛ ۱ فوریه ۱۹۴۳ – ۲۰۰۲) وزنه‌بردار اهل اتحاد جماهیر شوروی سوسیالیستی بود.
وی در مسابقات کشوری و بین‌المللی در مجموع برندهٔ ۱ مدال طلا، ۱ مدال نقره، ۲ مدال برنز شده‌است.